# Cucaita
Cucaita là một khu tự quản thuộc tỉnh Boyacá, Colombia. Thủ phủ của khu tự quản Cucaita đóng tại Cucaita Khu tự quản Cucaita có diện tích 43 ki lô mét vuông. Đến thời điểm ngày 28 tháng 5 năm 2005, khu tự quản Cucaita có dân số 4031 người.